# ゲッツェン
ゲッツェン（GETZEN）はアメリカの金管楽器メーカーである。トランペットやコルネット、トロンボーンなどを製造している。手工管楽器専門ハンドメイドメーカーである。

## 歴史
1939年にゲッツェン社はT.Jゲッツェンにより創立された。管楽器修理を出発点として、第二次大戦後の1946年に管楽器製造を始めた。トロンボーンから製造を始め、1947年にトランペットとコルネットの生産も開始した。
1963年工場が火事にあうが、翌年、1964年に製造を再開する。
T.Jゲッツェンの息子のドナルド・ゲッツェンがD.E.G.ミュージック・プロダクツの創業。その後ゲッツェン社はOEMでD.E.G社のピストン・ビューグルの製造をする。
日本では1983年にプリマ楽器がゲッツェン社と契約し輸入を開始する。